# Franconville
Franconville je město v severozápadní části metropolitní oblasti Paříže ve Francii v departmentu Val-d'Oise a regionu Île-de-France. Od centra Paříže je vzdálené 17,1 km.

## Geografie
Sousední obce: Beauchamp, Taverny, Le Plessis-Bouchard, Ermont, Sannois, Cormeilles-en-Parisis a Montigny-lès-Cormeilles.

## Památky
- zámek Cadet-de-Vaux z 18. století

## Vývoj počtu obyvatel
Počet obyvatel

## Osobnosti města
- Benjamin Franklin (1706–1790), americký státník, diplomat, vydavatel, přírodovědec a spisovatel, spoluzakladatel americké demokratické kultury, vynálezce bleskosvod, zakladatel Pensylvánske univerzity, první univerzity v USA
- Jean-François Clervoy (* 1958), astronaut
- Stéphane Diagana (* 1969), bývalý atlet, mistr světa a mistr Evropy v běhu na 400 metrů překážek

## Partnerská města
- Potters Bar, Anglie, Spojené království, 1973
- Viernheim, Hesensko, Německo, 1966